# Springdale (New Jersey)
Springdale – jednostka osadnicza w Stanach Zjednoczonych, w stanie New Jersey, w hrabstwie Camden.